# 새로운 탄생
《새로운 탄생》(영어: The Big Chill)은 1983년 개봉한 미국의 코미디 드라마 영화이다. 로런스 캐즈던이 감독과 공동 각본을 맡았다.

## 줄거리
대학 시절 절친이었던 앨릭스가 자살하자 장례식에 참석하기 위해 미시간 대학교 동창들이 12년 만에 다시 모인다. 장례식은 사우스캐롤라이나주 뷰퍼트에 있는 세라와 해럴드 부부의 저택에서 열리고, 친구들은 이곳에 머무르며 오랜만에 회포를 푼다.
모인 친구들은 각자 다른 삶을 살고 있다. 텔레비전 배우인 샘, 국선 변호사에서 부동산 중개인이 된 메그, 피플지 기자 마이클, 라디오 전화 토론 방송 심리학자였으나 약물 중독에 시달리는 베트남 전쟁 퇴역 군인이 된 닉, 그리고 불행한 결혼 생활을 이어가는 작가 캐런까지 모두 삶에 대한 고민과 불만을 안고 있다. 여기에 앨릭스와 4개월 동안 사귀었던 어린 여자친구 클로이도 함께한다.
친구들이 함께 시간을 보내면서 숨겨왔던 과거의 일들을 드러내기 시작한다. 해럴드는 증권거래위원회 규정을 위반하며 닉에게 회사 주식 정보를 흘려주는데 이 과정에서 세라가 과거에 앨릭스와 잠시 불륜 관계였던 사실이 밝혀진다. 메그는 아이를 갖고 싶어 샘에게 부탁하지만 거절당하고, 실망한 채로 마이클에게 눈을 돌린다. 오랜만에 만난 친구들은 이상과 현실 사이의 괴리, 1960년대의 이상주의가 퇴색된 현실을 느끼며 혼란스러워한다.
어색함과 갈등 속에서 친구들은 각자의 고민을 공유하며 서로에게 위로를 건넨다. 캐런은 샘에게 사랑을 고백하고, 메그는 세라에게 임신 계획을 털어놓고, 클로이는 닉과 밤을 함께 보낸다.
닉과 클로이는 앨릭스가 살았던 낡은 집을 고치기로 결정하고, 다른 친구들은 각자의 삶으로 돌아갈 준비를 한다. 모두가 떠나기 전 마이클은 친구들이 이대로 영원히 이곳에 머무르기로 했다는 농담을 던지며 여운을 남긴다.

## 출연
- 톰 베런저 - 샘 웨버 역
- 글렌 클로스 - 세라 쿠퍼 역
- 제프 골드블룸 - 마이클 골드 역
- 윌리엄 허트 - 닉 칼턴 역
- 케빈 클라인 - 해럴드 쿠퍼 역
- 메리 케이 플레이스 - 메그 존스 역
- 메그 틸리 - 클로이 역
- 조베스 윌리엄스 - 캐런 보언스 역
- 돈 갤러웨이 - 리처스 보언스 역
- 케빈 코스트너 - 앨릭스 마셜 역